# Стеклянная паутина
«Стеклянная паутина» (англ. The Glass Web) — фильм нуар режиссёра Джека Арнольда, который вышел на экраны в 1953 году.
В основу фильма положен роман Макса Саймона Эрлича «Поворот стеклянной паутины» (1952). Фильм рассказывает об успешном сценаристе криминального телешоу Доне Ньюэлле (Джон Форсайт), которого шантажирует начинающая актриса (Кэтлин Хьюз), однако её обнаруживают убитой в собственной квартире. Консультант шоу Генри Хейс (Эдвард Г. Робинсон) собирает улики против Дона, рассчитывая заставить того уволиться, чтобы занять его место. Однако Дон в итоге догадывается, что убийство совершил именно Генри, после чего провоцирует последнего на признание, которое транслируется в прямом эфире.
Фильм изначально был выполнен в трёхмерной и двухмерной версиях.
После выхода на экраны картина получила сдержанную оценку, однако сегодняшние критики оценивают её достаточно хорошо, подчёркивая её напряжённый характер, а также хорошую режиссёрскую работу и игру основных исполнителей.

## Сюжет
Основанное на документальном материале телешоу «Преступление недели» рассказывает в прямом эфире о самых громких преступлениях последних дней. После демонстрации очередного эпизода телешоу его сценарист Дон Ньюэлл (Джон Форсайт) провожает любимую жену Луизу (Марсия Хендерсон) и двоих маленьких детей из студии домой со словами, что должен остаться, чтобы ещё поработать с консультантом шоу Генри Хейсом (Эдвард Г. Робинсон) над материалом, который тот подобрал для новых программ. Подошедший к ним Генри удивлён этим словам, но подтверждает слова коллеги. Тем временем продюсер Дэйв Марксон (Ричард Деннинг) узнаёт, что спонсор шоу, табачная компания Colonial Cigarettes, собирается прекратить его финансирование. Прямо во время совещания у продюсера Дон неожиданно уезжает, после чего Генри даёт понять продюсеру, что сценаристу стало трудно справляться с работой из-за семейных проблем. После совещания Генри встречает молодую красивую актрису Полу Ранье (Кэтлин Хьюз), которая встречается с ним в расчёте с его помощью получить роль в телешоу. Генри приглашает Полу домой, где та заигрывает с ним, а затем, вытянув из него немного денег, быстро уходит, ссылаясь на важную встречу с агентом. Приехав домой, Пола принимает Дона, у которого, как выясняется, несколько месяцев назад был с ней краткий роман. Когда Дон заявляет, что между ними всё давно кончено, и он не желает больше с ней встречаться, Пола требует с него 2500 долларов в обмен на пижаму с ярлыком, на котором вышито его имя. Дон вынужден согласиться, обещая расплатиться в пятницу вечером. Затем Дон заходит в знакомый бар, где вспоминает о своих отношениях с Полой. Сначала она подстроила несколько якобы случайных встреч, а затем, познакомившись ближе и добившись его внимания, начала вытягивать из него деньги. Наконец, после нескольких месяцев отношений, Дон, мучимый виной перед семьёй, решил порвать с Полой все отношения. Перед расставанием Пола незаметно вытащила из чемодана Дона его пижаму, которой теперь его шантажирует.
При обсуждении очередного сценария у продюсера в пятницу Генри, который когда-то работал криминальным репортёром и очень тщательно относится к реконструкции мельчайших подробностей каждого дела, обращает внимание Дэйва на то, что Дон стал слабее писать, и кроме того неверно подаёт некоторые детали, что ухудшает качество материала. После совещания Дон направляется в страховую кассу, где снимает с семейного счёта 2500 долларов. Тем временем в город прилетает из Сиэтла муж Полы, Фред Эбботт (Джон Веррос), который звонит ей, настаивая на встрече, на что Пола отвечает, что если он к ней придёт, то она сдаст его полиции по старому делу об ограблении. Пола ожидает визита Дона, однако когда она открывает дверь, то неожиданно видит на пороге Генри. Решив, что после получения денег от Дона, она больше не будет нуждаться в мелких подачках от Генри, Пола заявляет, что собирается уехать из Калифорнии навсегда. Она говорит с Генри чрезвычайно грубо, называя бедным, старым и отвратительным типом, который не представляет для неё никакого интереса. В этот момент к квартире подходит Дон, но услышав за дверью голос Полы, говорящей с кем-то на повышенных тонах, прячется на лестнице от пьяной толпы, которая приехала на вечеринку в соседнюю квартиру. Через несколько минут Дон всё-таки заходит в квартиру Полы, где видит, что она задушена. Обыскав её гардероб, Дон находит свою пижаму, от которой отрывает ярлык со своим именем, и, положив его в нагрудный карман, стирает свои отпечатки пальцев и быстро уходит. Однако около лифта две пьяных девушки из соседней квартиры останавливают Дона, случайно выхватывая из его кармана платок, в результате чего ярлык с именем незаметно падает на пол. Дон заходит в бар, где вскоре замечает пропажу ярлыка, однако когда он возвращается к дому Полы, туда уже прибыла полиция. Дон в отрешённом состоянии блуждает по улицам всю ночь, под утро видя на первой полосе газеты информацию об убийстве.
Утром лейтенант полиции Майк Стивенс (Хью Сандерс) задерживает Фреда Эббота, подозревая, что он убил Полу ради получения страховки. Генри присутствует вместе с Майком на месте преступления под предлогом сбора материала для очередного выпуска программы «Преступление недели». В коридоре ярлык Дона случайно прилипает к ботинку лейтенанта, однако тот, не придав этому значения, выбрасывает ярлык в корзину с мусором. Дон у себя дома с волнением слушает новости по радио, успокаиваясь только после сообщения об аресте Фреда. Думая, что полиция задержала настоящего убийцу, Дон в приподнятом настроении возвращает снятые деньги в страховую кассу. На совещании творческой группы шоу Генри убеждает Дэйва сделать следующую программу об убийстве Полы, и несмотря на сопротивление Дона, продюсер поручает ему написать сценарий. После разговора с управляющим здания, где жила Пола, Генри даёт Дону понять, что знает о том, что Дон был там в день убийства. Получив от Генри собранные им материалы, Дон берётся за работу. Чувствуя, что Дэйв засомневался в Доне, Генри уговаривает продюсера поручить ему написать ему альтернативный вариант сценария, не требуя оплаты за эту работу. Вскоре Дон выдаёт приносит отличный сценарий, в котором помимо версии с Фредом в качестве убийцы рассматривается и версия, что убийцей мог быть другой человек. В этот момент лейтенант Стивенс звонит продюсеру, сообщая, что присяжные склоняются к обвинительному заключению в отношении Фреда, хотя слушания ещё не завершены. Стивенс предполагает, что кто-то из программы «Преступление недели» может знать об убийстве больше, чем говорит, так как, судя по телефонным звонкам, Пола очень тесно общалась с некоторыми её сотрудниками. На столе у продюсера Дон с удивлением видит сценарий, который написал Генри, однако Дэйв, который уверен в успехе и ожидает, что благодаря этому эпизоду Colonial продлит с ними контракт, убеждает Дона, что ему нечего беспокоиться.
Утром в день выхода шоу Генри приходит к Дону домой, принося ему коробку с точно такой же пижамой, какой Пола шантажировала Дона. По реакции Дона Генри убеждается, что попал в точку, говоря Дону, что своим видом тот выдал свою виновность. По дороге на студию Генри говорит Дону, что по тому, насколько точно он описал состояние квартиры Полы на момент убийства, а также по некоторым другим косвенным уликам, он понял, что у Дона была с ней связь. А когда он получил информацию из страховой кассы о том, что Дон снимал 2500 долларов, а затем вернул их, то понял, что в отношения Полы с Доном были завязаны на деньги. Генри говорит, что у него есть мотив и улики, на основании которых Дон будет задержан и посажен в тюрьму за убийство Полы. После этого Генри требует, чтобы после выхода этого эпизода в эфир Дон уволился бы с работы и уехал в Нью-Йорк, открыто заявляя, что сделал в этой ситуации всё возможное, чтобы занять место Дона. Прибыв в студию, Дон просит Луиз немедленно приехать. Тем временем поражённый знанием деталей в сценарии, лейтенант Стивенс приезжает в студию для разговора с Доном. Втроём они проходят в съёмочный павильон, где видят, как Генри по-хозяйски распоряжается оформлением съёмочной площадки и расстановкой реквизита. Во время трансляции шоу Дон с удивлением слышит точно ту же музыку, которая играла в квартире Полы, когда он обнаружил её труп. Так как музыка не была указана в сценарии, Дон понимает, что её поставил Генри, который любит точность в деталях. Значит, он был в квартире перед тем, как туда зашёл Дон. Сценарист выводит Луиз в коридор, где сознаётся ей о своих отношениях с Полой, но просит её помочь, чтобы не дать Генри уничтожить его. Луиз говорит мужу, что верит ему и соглашается ему помочь. В кабинете Дэйва они находят сценарий Генри, который полон столь любимых Генри точных деталей, которые в данном случае доказывают, что у него были близкие отношения с Полой. А по описанию музыки, которая играла в квартире Полы, Дон окончательно убеждается, что её убил Генри. Их разговор подслушивает Генри, который от имени Дэвида через дежурного приглашает Дона и Луиз в соседнюю студию, не зная, что за ними незаметно следует человек Стивенса. Вслед за Доном и Луиз в студии появляется Генри с пистолетом в руке. Увидев его, Дон незаметно включает камеру, после чего провоцирует Генри на признание, которое транслируется на телеэкран в монтажной, где находятся Дэйв и Майк. Они немедленно направляются в студию, и Майк успевает застрелить Генри, когда тот уже направил на Дон свой пистолет, чтобы убить его. Перед смертью Генри говорит Дону, что из этой истории получится чудесный сценарий — но советует не забыть о деталях.

## В ролях
- Эдвард Г. Робинсон — Генри Хейс
- Джон Форсайт — Дон Ньюэлл
- Марсия Хендерсон — Луиз Ньюэлл
- Кэтлин Хьюз — Пола Ранье
- Ричард Деннинг — Дэйв Марксон
- Хью Сандерс — детектив, лейтенант Майк Стивенс
- Джин Уиллз — Соня
- Ив Маквэй — Вив
- Гарри Тайлер — Джейк
- Бенни Рубин — комик-бродяга

## Создатели фильма и исполнители главных ролей
По словам историка кино Денниса Шварца, режиссёр Джек Арнольд более всего известен постановкой фантастических фильмов ужасов, таких как «Оно пришло из далёкого космоса» (1953), «Тварь из Чёрной Лагуны» (1954), «Тарантул» (1955) и «Невероятно уменьшающийся человек» (1957). Он также поставил несколько комедий и вестернов, и такие фильмы нуар, как «Девушки в ночи» (1953), «За пределами закона» (1956) и «Порванное платье» (1957).
Эдвард Г. Робинсон был одним из самых значимых актёров жанра фильм нуар, он сыграл в 18 фильмах жанра, среди них такие признанные картины, как «Двойная страховка» (1944), «Женщина в окне» (1944), «Улица греха» (1945), «Риф Ларго» (1948), «У ночи тысяча глаз» (1948), «Дом незнакомцев» (1949), «Чёрный вторник» (1954) и «Беззаконие» (1955).
Джон Форсайт сыграл несколько значимых ролей в кино, в частности, в фильме нуар «Город в плену» (1952), комедии Хичкока «Неприятности с Гарри» (1955), мелодраме «Мадам Х» (1966), криминальных драмах «Хладнокровное убийство» (1967) и «Правосудие для всех» (1976). Однако более всего он известен работой на телевидении, где он играл постоянные роли в таких сериалах, как ситком «Отец-одиночка» (1957-62, 157 эпизодов), комедийный боевик «Ангелы Чарли» (1976-81, 109 эпизодов) и мыльная опера «Династия» (1981-89, 217 эпизодов).

## Производство и прокат фильма
По информации Daily Variety от октября 1952 года, студия Universal купила права на роман Макса Саймона Эрлича, и первоначально поручила производство фильма Антону Лидеру. Рабочим названием фильма было «Поворот стеклянной паутины».
В статье «Голливуд репортер» от июня 1953 года утверждалось, что главную роль сыграет Барбара Раш.
Как отметил Шварц, «фильм первоначально был выпущен в формате 3D, рассчитывая таким образом получить преимущество перед конкурирующим с ним телевидением». На сайте Американского института киноискусства отмечено, что «фильм был выпущен одновременно как в трёхмерной, так и в плоской версиях». По информации «Голливуд репортер», при просмотре трёхмерной версии некоторые зрители жаловались на неудобство очков, создающих трёхмерную иллюзию, а также на вынужденные остановки при смене катушек киноплёнки.
Как пишет киновед Крейг Батлер, трёхмерные фильмы в основном относятся к одной из двух групп — это либо фильмы, которые существует для демонстрации технологии, либо фильмы, в которые внедрена технология вопреки их воле. Этот фильм, по мнению Батлера, «удачно занимает место между этими полюсами, в частности, сцена с обнаружением трупа очевидным образом используется для демонстрации возможностей трёхмерного изображения, но при этом новая технология успешно работает и на фильм».

## Оценка фильма критикой

### Общая оценка фильма
Обозреватель «Нью-Йорк Таймс» Босли Краузер назвал картину «небольшим криминальным путешествием», в котором «мало оригинального или поразительного». Краузер не видит в картине и особого саспенса, так как «очевидно, кто совершил убийство, и также очевидно, что Форсайт не пострадает», приходя в итоге к заключению, что «такой фильм можно увидеть и по телевидению».
Современный критик Крейг Батлер напротив считает картину «превосходным криминальным триллером», который «достаточно силён и без тех визуальных технических ухищрений, вокруг которых он построен». Спенсер Селби назвал картину «концептуально хорошо выстроенным фильмом с хорошей ролью для Робинсона», а Майкл Кини отметил, что это «быстрый и напряжённый фильм», который предлагает «интересный взгляд на прямой эфир раннего телевидения».

### Оценка работы режиссёра и творческой группы
Батлер отмечает, что «сценарий лаконичный, композиционно хорошо выстроенный и немного необычный». Хотя «некоторые его надуманности немного понижают убедительность фильма», однако такое часто встречается в детективах подобного рода. Далее критик пишет, что «следует отдать должное режиссёру Джеку Арнольду, который держит сложный технический процесс под контролем», благодаря чему ему удаётся создать «напряжённый, точный и искусный триллер».
Шварц полагает, что «сценарий предлагает медленно разворачивающийся сюжет в однообразных декорациях студии телевидения Лос-Анджелеса», однако Арнольд «достойно справляется с задачей поддержания этого дешёвого фильма на достойном уровне, даже несмотря на то, что довольно рано становится несложно вычислить преступника».

### Оценка актёрской игры
Батлер отмечает, что «всегда надёжный Эдвард Г. Робинсон выдаёт ещё одну отличную роль», он играет «сильно, но без напряжения, мощно, но не подавляя». При этом, по мнению Батлера, «остальные актёры также достаточно хороши». Краузер выделяет Кэтлин Хьюз в роли «блондинки, которая предлагает изысканное блюдо из яда», при этом «остальные актёры, включая двух джентльменов», по мнению Краузера, «довольно стандартны».